# NGC 5229
NGC 5229 è una galassia a spirale vista di taglio situata nella costellazione dei Cani da Caccia a circa 16,7/23,7 milioni di anni luce di distanza dalla Terra. Fa parte del Gruppo di M51, anche se è relativamente distante dalle altre galassie di quest'ammasso. 
Dal nostro punto di vista sulla Terra, il disco della galassia, apparentemente deformato, sembra essere formato da gruppi interconnessi di stelle. La galassia misura circa 7 Kiloparsec di diametro e ha una età stimata che si aggira intorno ai 13,7 miliardi di anni, molto vicina a quella dello stesso Universo.
È stata scoperta da Lewis Swift nel 1886 e possiede una magnitudine apparente pari a +14,5.